# كورندون أوروبا
كورندون أوروبا شركة طيران شارتر يقع مقرها الرئيسي في مطار مالطا الدولي، وهي فرع تابعة لمجموعة كورندون المتخصصة في رحلات الشارتر.

## تاريخ
بدأت كورندون أوروبا عملياتها في ماي 2017، وقد أسستها مجموعة كورندون بهدف التوسع في أوروبا والوصول لمختلف المطارات الأوروبية.

## الأسطول
| طراز الطائرة  | في الخدمة |
| ------------- | --------- |
| بوينغ 800-737 | 4         |